# 正始楼
正始楼位于中国浙江省宁波市鄞州区横溪镇横溪村正始中学内，建于1946年，由王兴邦和黄如良捐资兴建，为仿巴洛克风格建筑，共两层，2010年9月公布为鄞州区文物保护单位:431。